# الحملة على الأغواط (1708–1713)
الحملة على الأغواط هي سلسلة من الغارات أو الغزوات الناجحة التي قادتها السلطنة الشريفة في عهد إسماعيل بن شريف ما بين سنة 1708 وعام 1713. وقد تمكن خلالها السلطان من ضم الأغواط وعين الصفراء للسلطنة الشريفة إلى غاية 1727.

## خلفية تاريخية
في القرن السابع عشر، كان كل هذه الواحات تابعة لأمير تافيلالت العلوي. قبل أن توقف بيعتها  

## التسلسل الزمني
في عام 1708، أرسل السلطان مولاي إسماعيل، ابنه مولاي عبد الملك، في حملة لفرض الضرائب الشرعية على الأغواط وعين ماضي. نظرا لتبعبتها للسلطة العلوية في عهد سيدي محمد الذي في عهد يوسف باشا باشا الجزائر (1647-1650) بشن غارات على تلمسان ووجدة وعين ماضي والأغواط مطالبا سكانها ببعته ودفع الضرائب. غير أن سكان الأغواط امتنعوا عن دفع الضرائب فيما بعد. 
وقعت هذه الحملة الصحراوية عام 1708 بعد إعادة تنظيم الجيش المغربي هزيمة الشلف ضد داي الجزائر عام 1701 وفشل حملة معسكر. عسكر عبد الملك، ابن مولاي إسماعيل، الذي قاد القوات، في عين ماضي ومن هناك أرسل قوات لتحصيل الضريبة. وصلت قواته إلى حدود ورقلة، لكنها لم تتمكن من ضم بسكرة حيث كانت تتواجد حامية بايلك قسنطينة.  نجاح الحملات  دفع السلطان إلى تسيير حملة أخرى بين 1710 و1713 في اتجاه الأغواط وعين الصفراء  تحت قيادة أحد أبناء الأخوة مولاي إسماعيل. القاطن ببوسمغون.وكللت الحملات بالنجاح 

## خسارة المدن بعد وفاة المولى إسماعيل
في عام 1727، بعد وفاة إسماعيل، اندلع تمرد في الأغواط، وقضى على هذا التمرد حملة استكشافية أرسلها باي التيطري منهيا السيطرة المغربية على المنطقة.  فأصبحت الأغواط وغيرها من الأراضي الصحراوية التي كانت تحت السيطرة السلطنة الشريفة في السابق جزء من بايلك التيطري. 